# Serendibia filiformis
Serendibia filiformis là một loài chân đều trong họ Philosciidae. Loài này được Taiti & Ferrara miêu tả khoa học năm 2004.